# شذا العرف في فن الصرف
شذا العرف في فن الصرف هو كتاب في الصرف، من تأليف الشيخ أحمد بن محمد الحملاوي الأزهري الدرعمي (1856-1932م)، وهو من الكتب التي لاقت استحساناً كبيراً عند أهل الفصاحة والبيان، وقال عنهُ الإمام اللغوي الأديب الشيخ طنطاوي جوهري سنة 1894م:
ويحتوي الكتاب على ثلاثة أبواب:
- الباب الأول: في الفعل.
- الباب الثاني: في الكلام على الاسم.
- الباب الثالث: في الأحكام التي تشمل الاسم.